# Eparchie solikamská
Eparchie Solikamsk je eparchie ruské pravoslavné církve nacházející se v Rusku.

## Území a titul biskupa
Zahrnuje správní hranice území městského okruhu Berezniki, Alexandrovsk, Gremjačinsk, Gubacha, Kizel, Čusovoj, také Gornozavodského, Krasnovišerského, Solikamského a Čerdynského rajónu Permského kraje.
Eparchiálnímu biskupovi náleží titul biskup solikamský a čusovský.

## Historie
Dne 1. července 1916 byl zřízen solikamský vikariát permské eparchie. Důvod zřízení biskupské katedry v Solikamsku a zvolení vikarijního biskupa, byl že za nepřítomnosti eparchiálního biskupa bude vikarijní biskup sídlit v Permu, řídit eparchiální správu a sloužit bohoslužby. Po roce 1933 nebyla katedra obsazena.
Dne 19. března 2014 byla rozhodnutím Svatého synodu zřízena samostatná solikamská eparchie oddělením území z permské eparchie. Stala se součástí nově vzniklé permské metropole.
Prvním eparchiálním biskupem se stal arcibiskup vladikavkazský a alanský Zosima (Ostapenko).

## Seznam biskupů

### Solikamský vikariát permské eparchie
- 1916–1917 Sergij (Lavrov), odmítl jmenování
- 1917–1918 Feofan (Ilmenskij), svatořečený mučedník
- 1919–1920 Varlaam (Novgorodskij)
- 1925–1931 Chrisanf (Klementěv)
- 1932–1933 Gleb (Pokrovskij)

### Solikamská eparchie
- 2014–2016 Mefodij (Němcov), dočasný administrátor
- 2016–2025 Zosima (Ostapenko)